# Amin Seydiyev
Amin Sabir oğlu Seydiyev (Baku, 15 novembre 1998) è un calciatore azero, difensore del Sabah e della nazionale azera.

## Carriera

### Club
Ha giocato nella prima divisione azera.

### Nazionale
Ha giocato nella nazionale azera Under-21.
Nel 2020 ha esordito nella nazionale maggiore azera.

## Statistiche

### Cronologia presenze e reti in nazionale
| Cronologia completa delle presenze e delle reti in nazionale ― Azerbaigian | Cronologia completa delle presenze e delle reti in nazionale ― Azerbaigian | Cronologia completa delle presenze e delle reti in nazionale ― Azerbaigian | Cronologia completa delle presenze e delle reti in nazionale ― Azerbaigian | Cronologia completa delle presenze e delle reti in nazionale ― Azerbaigian | Cronologia completa delle presenze e delle reti in nazionale ― Azerbaigian | Cronologia completa delle presenze e delle reti in nazionale ― Azerbaigian | Cronologia completa delle presenze e delle reti in nazionale ― Azerbaigian |
| Data                                                                       | Città                                                                      | In casa                                                                    | Risultato                                                                  | Ospiti                                                                     | Competizione                                                               | Reti                                                                       | Note                                                                       |
| -------------------------------------------------------------------------- | -------------------------------------------------------------------------- | -------------------------------------------------------------------------- | -------------------------------------------------------------------------- | -------------------------------------------------------------------------- | -------------------------------------------------------------------------- | -------------------------------------------------------------------------- | -------------------------------------------------------------------------- |
| 13-10-2020                                                                 | Elbasan                                                                    | Azerbaigian                                                                | 0 – 0                                                                      | Cipro                                                                      | UEFA Nations League 2020-2021 - 1º turno                                   | -                                                                          | 71’                                                                        |
| 11-11-2020                                                                 | Lubiana                                                                    | Slovenia                                                                   | 0 – 0                                                                      | Azerbaigian                                                                | Amichevole                                                                 | -                                                                          |                                                                            |
| 14-11-2020                                                                 | Baku                                                                       | Azerbaigian                                                                | 0 – 0                                                                      | Montenegro                                                                 | UEFA Nations League 2020-2021 - 1º turno                                   | -                                                                          | 43’ 50’                                                                    |
| 17-11-2020                                                                 | Lussemburgo                                                                | Lussemburgo                                                                | 0 – 0                                                                      | Azerbaigian                                                                | UEFA Nations League 2020-2021 - 1º turno                                   | -                                                                          | 47’                                                                        |
| 27-3-2021                                                                  | Debrecen                                                                   | Qatar                                                                      | 2 – 1                                                                      | Azerbaigian                                                                | Amichevole                                                                 | 1                                                                          |                                                                            |
| 25-3-2022                                                                  | Ta' Qali                                                                   | Malta                                                                      | 1 – 0                                                                      | Azerbaigian                                                                | Amichevole                                                                 | -                                                                          | 79’                                                                        |
| 22-9-2022                                                                  | Trnava                                                                     | Slovacchia                                                                 | 1 – 2                                                                      | Azerbaigian                                                                | UEFA Nations League 2022-2023 - 1º turno                                   | -                                                                          | 72’ 80’                                                                    |
| 22-3-2024                                                                  | Baku                                                                       | Azerbaigian                                                                | 1 – 0                                                                      | Mongolia                                                                   | Amichevole                                                                 | -                                                                          |                                                                            |
| 11-6-2024                                                                  | Szombathely                                                                | Azerbaigian                                                                | 3 – 2                                                                      | Kazakistan                                                                 | Amichevole                                                                 | -                                                                          |                                                                            |
| 5-9-2024                                                                   | Baku                                                                       | Azerbaigian                                                                | 1 – 3                                                                      | Svezia                                                                     | UEFA Nations League 2024-2025 - 1º turno                                   | -                                                                          | 83’                                                                        |
| 8-9-2024                                                                   | Košice                                                                     | Slovacchia                                                                 | 2 – 0                                                                      | Azerbaigian                                                                | UEFA Nations League 2024-2025 - 1º turno                                   | -                                                                          | 15’ 37’                                                                    |
| 19-11-2024                                                                 | Solna                                                                      | Svezia                                                                     | 6 – 0                                                                      | Azerbaigian                                                                | UEFA Nations League 2024-2025 - 1º turno                                   | -                                                                          | 54’ 56’                                                                    |
| 25-3-2025                                                                  | Masazır                                                                    | Azerbaigian                                                                | 0 – 2                                                                      | Bielorussia                                                                | Amichevole                                                                 | -                                                                          | 67’                                                                        |
| Totale                                                                     |                                                                            | Presenze                                                                   | 13                                                                         |                                                                            | Reti                                                                       | 1                                                                          |                                                                            |

## Palmarès

### Club

#### Competizioni nazionali
- Coppa dell'Azerbaigian: 2

Qəbələ: 2018-2019
Sabah: 2024-2025